# Idionyx nilgiriensis
Idionyx nilgiriensis – gatunek ważki z rodziny Synthemistidae. Znany z siedmiu okazów (wyłącznie samic) odłowionych w latach 1917–1932 przez Frasera nad rzeką Burliyar w Ghatach Zachodnich (dystrykt Nilgiris, stan Tamilnadu, południowo-zachodnie Indie).